# Starkenburg, Bernkastel-Wittlich
Starkenburg là một đô thị ở huyện Bernkastel-Wittlich, trong bang Rheinland-Pfalz, Đô thị Starkenburg, Bernkastel-Wittlich có diện tích 1,52 km², dân số thời điểm ngày 31 tháng 12 năm 2006 là 243 người.